# Lagocephalus laevigatus
Lagocephalus laevigatus és una espècie de peix de la família dels tetraodòntids i de l'ordre dels tetraodontiformes.

## Morfologia
- Els mascles poden assolir 100 cm de longitud total[4] i 4.870 g de pes.[5][6]

## Alimentació
Menja peixos i gambes.

## Depredadors
Al Brasil és depredat per Coryphaena hippurus i als Estats Units per Anous stolidus i Sterna fuscata.

## Hàbitat
És un peix de clima tropical que viu entre 10-180 m de fondària.

## Distribució geogràfica
Es troba a l'Atlàntic occidental (des de Nova Anglaterra i Bermuda fins a l'Argentina) i a l'Atlàntic oriental (des de Mauritània fins a Namíbia).

## Observacions
La seua carn és molt delicada, tot i que en determinades àrees (com ara, el Pacífic i l'Índic) és un peix verinós per als humans (en particular, la pell i les vísceres), per la qual cosa és millor no menjar-ne.